# Аяна (певица)
Аяна Восс (яп. ボスあやな Босу: Аяна, ромадзи: Bosu Ayana; род. 7 мая 2007 года), также известна как Аяна (яп. あやな Аяна, ромадзи: Ayana) — нидерландская певица японского и британского происхождения. Представила Нидерланды на «Детском Евровидении — 2021» с песней «Mata Sugu Aō Ne» (яп. またすぐ会おうね).

## Биография
Аяна родилась 7 мая 2007 года в Бюссюме, расположившемся в Северной Голландии, Нидерландах в семье англичанина и японки. Имеет двух родных сестёр — Селину и Эмину.
Свою карьеру Аяна начала в 2016 году: она приняла участие в четырёх выпусках детского хора «Kinderen voor Kinderen», в том числе в выпуске, посвящённому 40-летию хора.

### Конкурс «Детское Евровидение — 2021»
4 июня 2021 года стало известно, что Аяна стала финалисткой фестиваля «Junior Songfestival» — отборочного тура Нидерландов на конкурс «Детское Евровидение — 2021», а 23 июня на видеохостинге «YouTube» состоялся релиз её конкурсной песни «Mata Sugu Aō Ne».
25 сентября 2021 года состоялся финал «Junior Songfestival», в котором приняло участие 4 исполнителя. По итогам совместного голосования жюри и телезрителей, Аяна стала победительницей фестиваля и получила право представить Нидерланды на «Детском Евровидении — 2021».
Конкурс состоялся 19 декабря 2021 года в Париже, Франция. По итогам голосования Аяна набрала 43 балла, но заняла последнее место.

### После участия в «Детском Евровидении»
В 2022 году сыграла персонажа Бо в четвёртом сезоне сериала телеканала Zapp «De Eindmusical».

## Дискография

### Синглы
| Название          | Год  | Альбом              |
| ----------------- | ---- | ------------------- |
| «Mata Sugu Aō Ne» | 2021 | Внеальбомные синглы |
| «Feel so Good»    | 2022 | Внеальбомные синглы |